# Menznau
Menznau – miejscowość i gmina w środkowej Szwajcarii, w kantonie Lucerna, w okręgu Willisau. Leży nad jeziorem Soppensee.

## Demografia
W Menznau mieszkają 3 024 osoby. W 2021 roku 11,7% populacji gminy stanowiły osoby urodzone poza Szwajcarią. 

## Transport
Przez teren gminy przebiega droga główna nr 2a. 